# هیوندای جنسیس کوپه

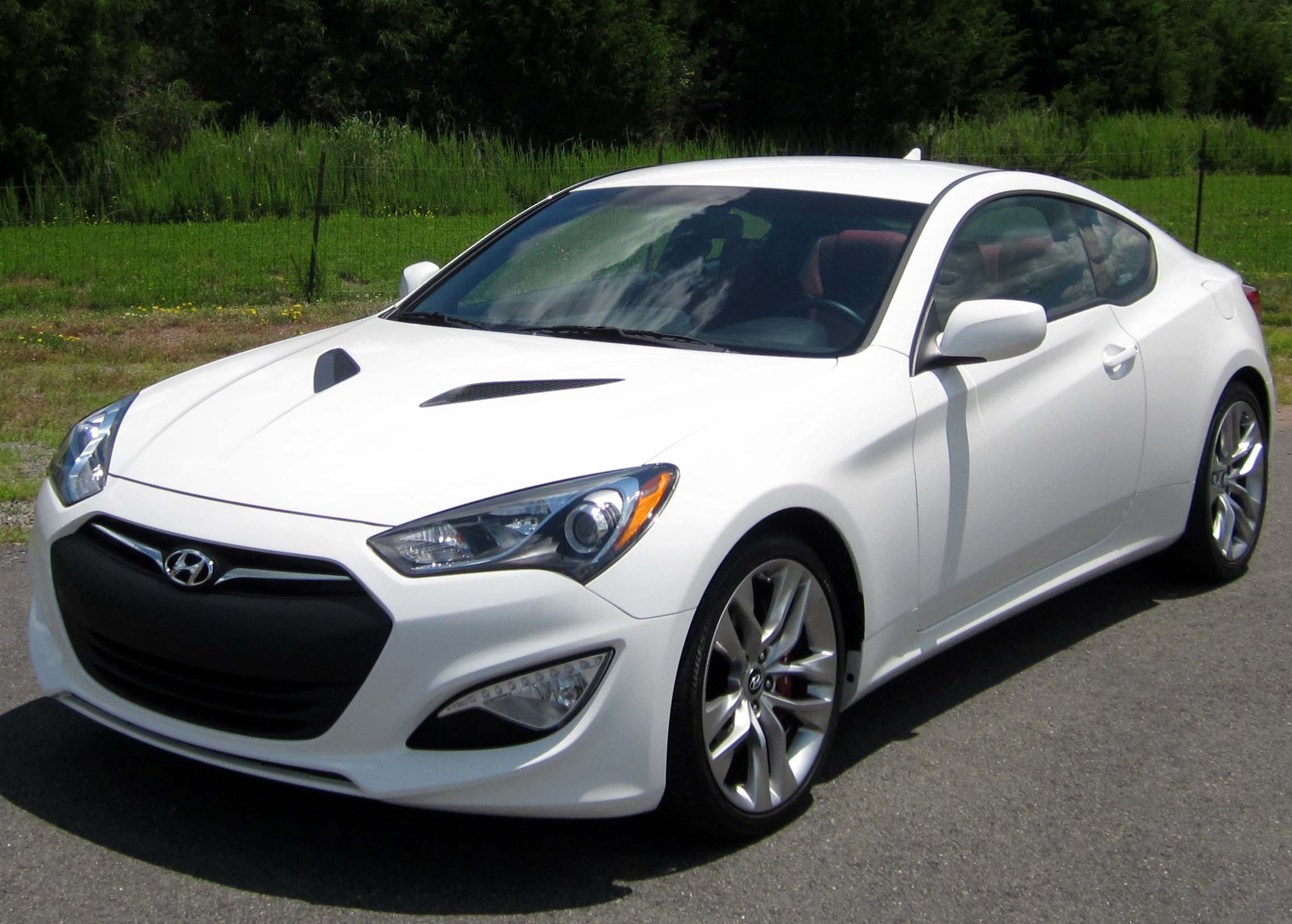
جنسیس کوپه تولید ۲۰۱۳

هیوندای جنسیس کوپه (به کره‌ای: 현대 제네시스 쿠페) خودرویی اسپورت کوپه دیفرانسیل عقب ساخت شرکت هیوندای موتور است که در تاریخ ۱۳ اکتبر ۲۰۰۸ در بازار کره عرضه شد. این خودرو، اولین خودروی کوپه دیفرانسیل عقب هیوندای است و بر روی پلتفرم سدان هیوندای جنسیس ساخته شده‌است.
این خودروی ۱۶۱۰ کیلوگرمی از موتور ۳۸۰۰ سی‌سی ۲۴ سوپاپه با نسبت تراکم ۱۱,۵ به ۱ که توانایی تولید قدرت ۳۰۶ اسب بخار و گشتاوری برابر با ۳۶۰ نیوتن متر را دارد، بهره می‌برد. شتاب صفر تا صد این اتومبیل با گیربکس ۶ سرعته تیپ ترونیک ۶٫۴ ثانیه‌ بوده و می‌تواند حداکثر به سرعت ۲۴۰ کیلومتر بر ساعت برسد. صندوق عقب جادار، پدال شیفتر و همچنین ترمزهای برمبو از ویژگی‌های برجسته این کوپه به‌شمار می‌روند. کمپانی هیوندای در سال ۲۰۱۳ پیشرانهٔ ۶ سیلندر خورجینی وی شکل محصولاتش را که با کد Lambda شناخته می‌شود، دستخوش تغییرات قرار داد که در پی این تغییرات موتور ۳٫۸ لیتر ۶ سیلندر جنسیس کوپه را به ۳۴۸ اسب بخار در ۶۴۰۰ دور در دقیقه و ۴۰۰ نیوتن متر گشتاور در ۵۳۰۰ دور در دقیقه ارتقاء داده‌است. 

## گامی بلند
ارائهٔ جنسیس کوپه نخستین گام هیوندای برای ورود به عرصهٔ تولید و فروش کلاسی از خودرو است که سالهاست سردمداری آن در اختیار کمپانی‌های قدرتمند ایالات متحده و سایر سازندگان معتبر و باسابقهٔ اروپایی و ژاپنی است و اگر ذهنیت خودروی کره‌ای را کنار بگذاریم و بی‌طرفانه قضاوت کنیم بایستی پذیرفت که هیوندای در این امر موفق بوده، اگرچه هنوز تا تثبیت برند خود و ارائهٔ خودرویی که خاطرهٔ آن در ذهن‌ها ماندگار باشد، راه درازی در پیش دارد. فراموش نکنیم که کرهٔ جنوبی خودروسازی را هم‌زمان با ایران آغاز کرد و با برنامه‌ریزی اصولی و کار علمی در جایگاهی قرار گرفته‌است که حتی تصور آن در ۲۰ یا ۳۰ سال پیش محال بود.

## امکانات خودرو
سیستم تهویه مطبوع خودکار - قفل شدن درب‌ها پس از حرکت - بازشدن خودکار قفل درب‌ها پس از تصادف - سپرهای همرنگ بدنه - چراغ‌های مه‌شکن جلو - سیستم مدیریت پیمایش Trip Computer - آنتن جذبی - سنسورهای پارک عقب- سیستم ضد قفل ترمز ABS - سانروف برقی - آینه میانی الکتروکرومیک - سیستم ورود بدون کلید مجهز به سیستم ضد سرقت - تزیینات آلومینیوم - آینه‌های جانبی تاشو برقی - اگزوز دوبل - آینه آرایشی با چراغ - شیشه‌های برقی - سیستم تقسیم نیروی ترمز EBD - سیستم کمکی ترمز BAS - پوشش چرم و کروم دسته دنده - زیرسیگاری متحرک و فندک - شیشه‌های مجهز به سیستم کنترل اشعه خورشید - سیستم صوتی مجهز به CD چنجر - کروز کنترل اتوماتیک - کنترل‌های سیستم صوتی روی فرمان-سیستم کنترل نیروی ترمز در هنگام پیچیدن CBS - سیستم کنترل هرزگردی TRC - سیستم کنترل پایداری ESC - روکش فلزی پدال‌ها - شیشه‌های دودی - صندلی‌های چرم - صندلی برقی راننده مجهز به گرمکن - لامپ زنون - ایربگهای جلو و جانبی و پرده‌ای - کلید هوشمند و استارت دکمه‌ای - پشت سری‌های فعال - سیستم کنترل خودکار روشنایی چراغ‌ها - بال عقب - تیغه‌های برف پاکن آئرو.

## پیشرانهٔ ۴ سیلندر توربوشارژ
جنسیس کوپه در بازارهای جهانی با پیشرانه ۲ لیتری توربوشارژ و اینترکولر که توانی برابر ۲۱۰ اسب بخار و گشتاوری معادل ۳۰۲ نیوتن متر تولید می‌کند نیز عرضه می‌شود.

## شاسی و بدنه
خودروهای کوپه معمولاً به دلیل نوع طراحی‌ای که دارند باید نسبت به خودروهای سدانِ چهاردر از ایمنی بالاتری برخوردار باشند. از آنجایی که هیوندای جنسیس کوپه جزو این دسته از خودروهاست، بنابراین باید شاسی آن طوری طراحی شود تا بتواند بیشترین نیروی وارده را تحمل کند. طراحی شاسی جنسیس کوپه به‌گونه‌ای است که می‌تواند بیشترین نیرو و تنش وارده را تحمل کند. ایمنی هیوندای جنسیس کوپه را می‌توان در سطح مطلوبی تعریف کرد و با توجه به ایربگ‌های نصب شده می‌تواند ایمنی بالایی را برای سرنشینان به ارمغان آورد.